# Seán Fortune
Seán Fortune (1953 Gorey, hrabství Wexford – 13. března 1999 New Ross, hrabství Wexford) byl irský katolický kněz, který byl obviněn a souzen za pohlavní zneužívání chlapců.
Již v diecézním semináři se ukázalo, že zneužívá děti. Přesto byl vysvěcen.
Fortune zneužíval děti jako kněz ve vsi Poulfour v hrabství Wexford, v Belfastu a v Dundalku.
V březnu 1999 spáchal sebevraždu v New Ross. V té době byl obviněn pohlavního zneužívání v šedesáti šesti případech, zneužil dvacet devět chlapců. Několik dní před sebevraždou byl propuštěn z vazby.
V březnu 2002 vysílala stanice BBC dokumentární pořad „Žaloba proti papeži“ o podrobnostech případu a o nečinnosti diecéze ve Fernsu, což vedlo k odstoupení biskupa Brendana Comiskeyho. Biskup popisoval Seána Fortuna jako člověka, s nímž nebylo možno vyjít.
Z vyšetřování vyplynulo, že dvě z obětí Seána Fortuna spáchaly sebevraždu.